# 泰澤團體
泰澤團體（法語：Communauté de Taizé）是一個位於法國索恩-盧瓦爾省泰泽的一個普世主義修道者團體。泰澤社區已成為世界上最重要的基督徒朝聖地點之一。每年有超過10萬名來到泰澤朝聖祈禱、學習聖經、分享信仰和在泰澤社區中工作。

## 團體簡介

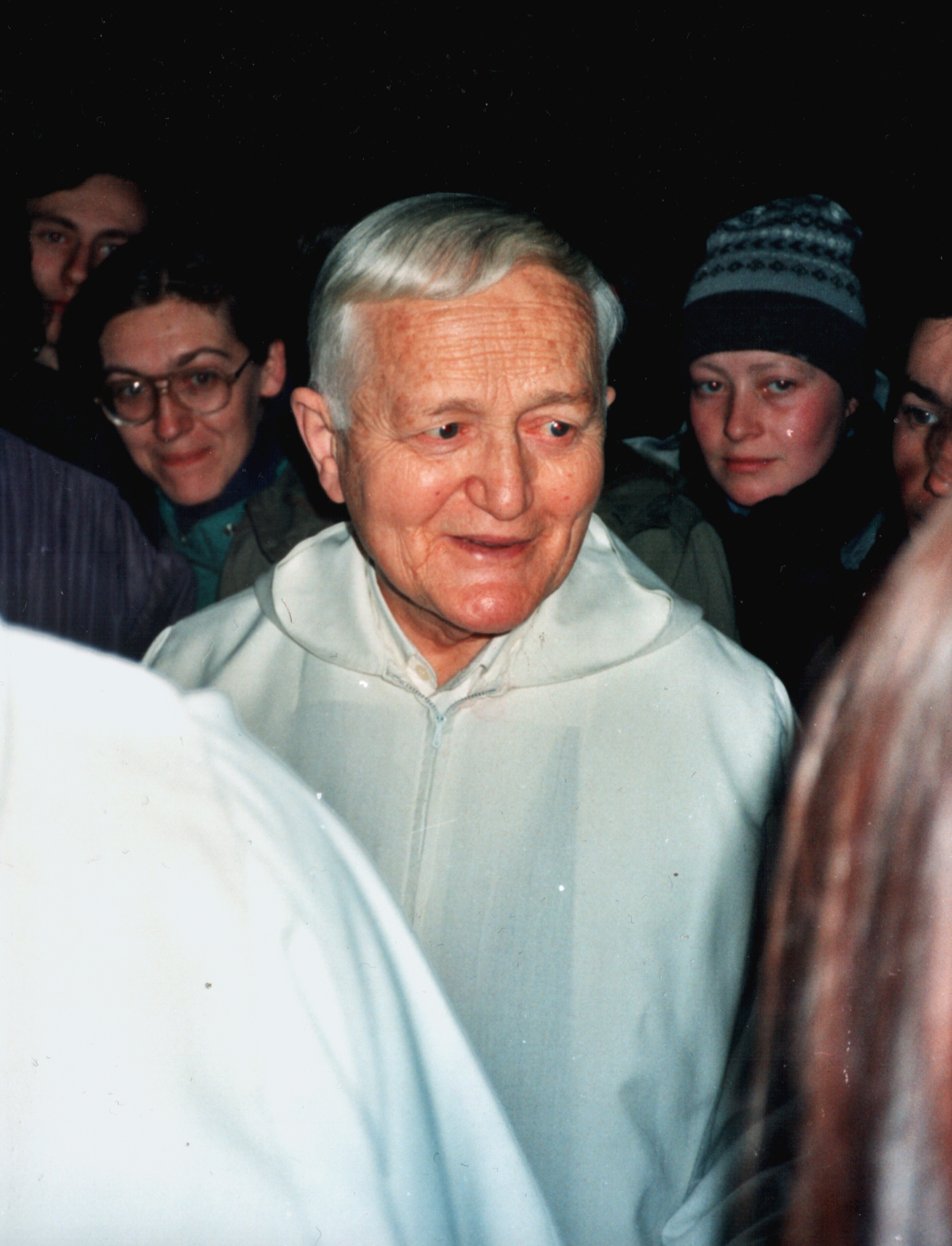
泰澤團體創始人羅歇弟兄

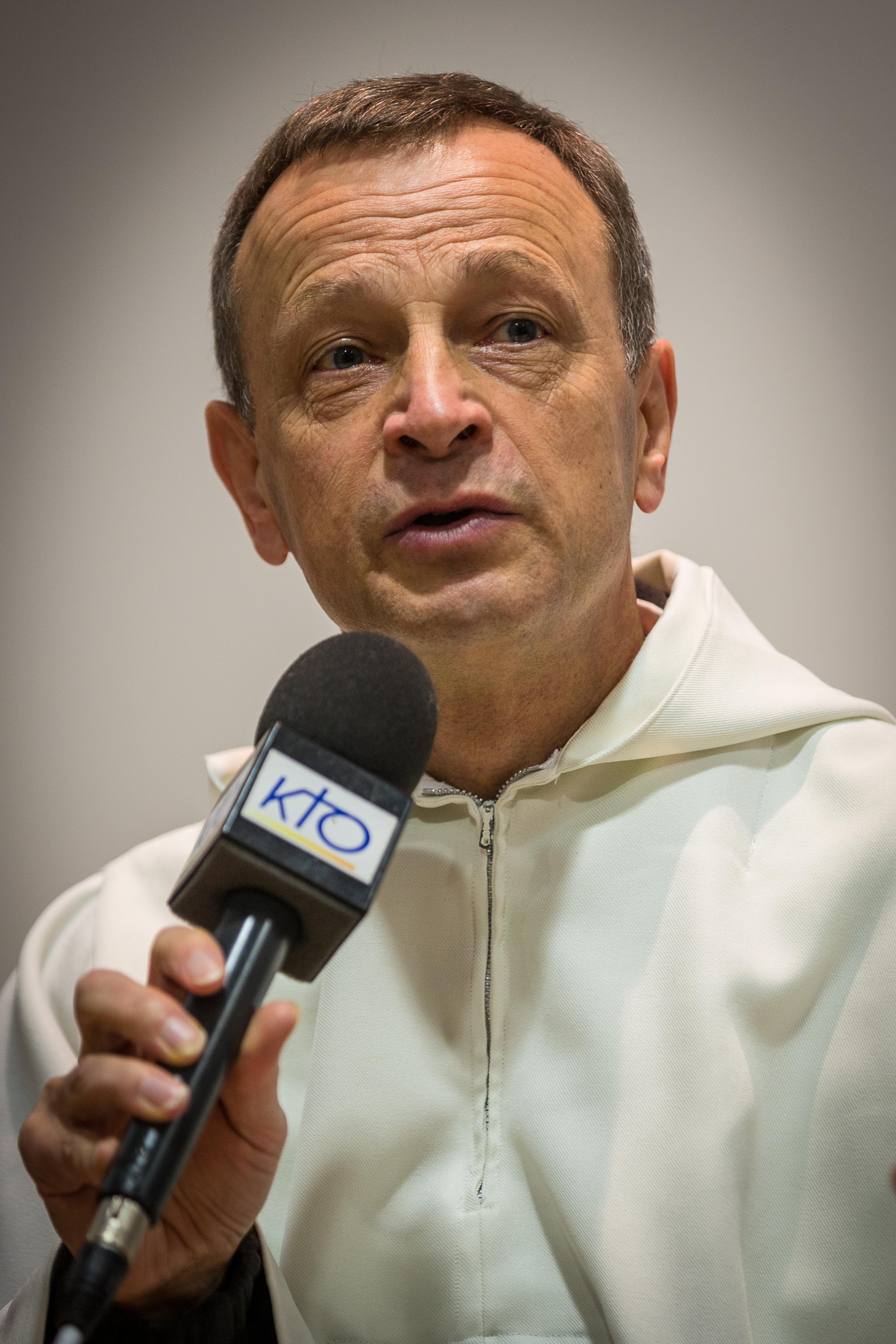
第二任修會院長艾樂思弟兄修士

泰澤團體是於1940年由基督新教長老宗出身的出身的神學家羅歇弟兄創立。羅歇修士一直擔任該團體之修會會長，直至2005年8月16日遇刺。
這個基督教神秘主義的團體是由超過一百位來自各國，分別代表天主教、東正教及基督新教的人士所組成。在團體裡的生活主要是祈禱及默想。縱使團體肇建於西歐，但它歡迎全世界的民眾及不同的傳統，這種國際主義乃顯現於其宗教音樂及祈禱用眾多語言來傳送，包括東正教傳統之詩歌及聖像。
每週皆有來自列國的年青人到泰泽參與團體生活。

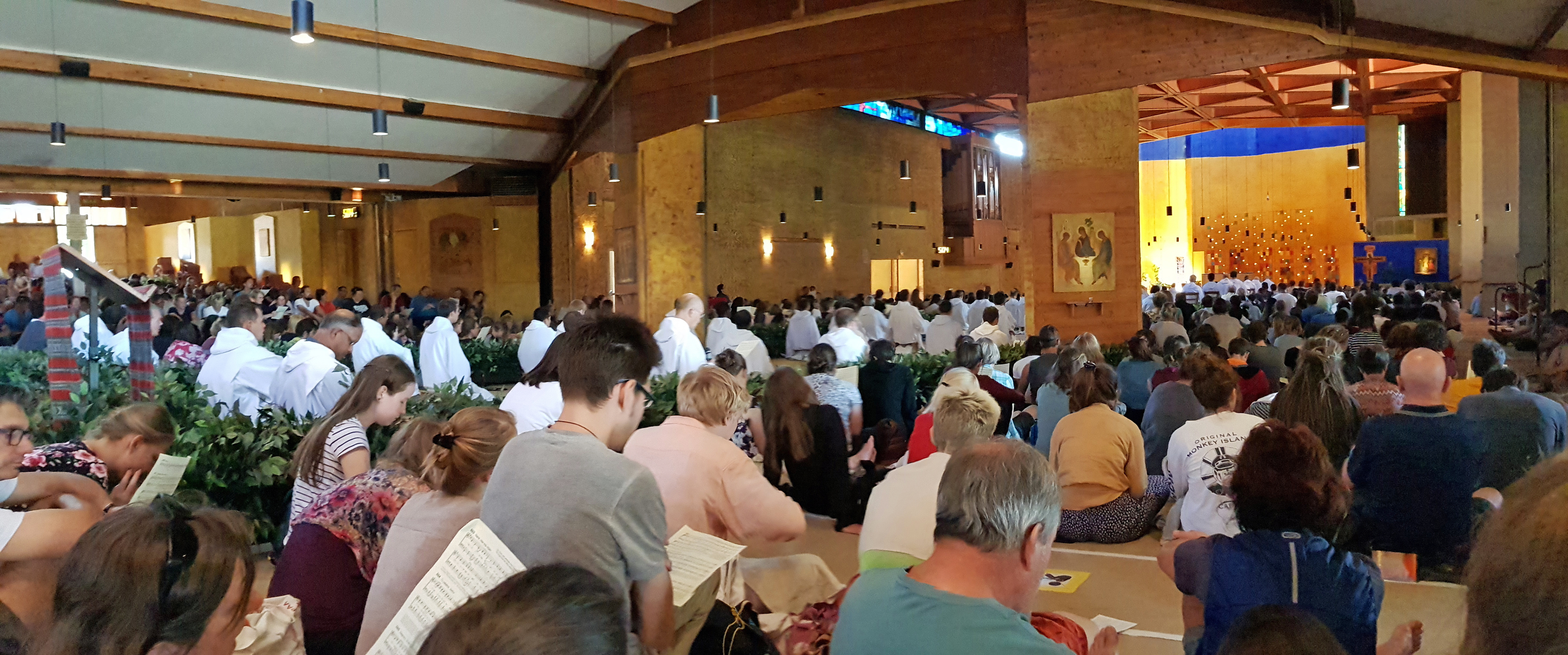
於泰澤修和堂（Church of Reconciliation）的祈禱

泰澤團體有甚大向心力，但它從未組成過「運動」或「組織」以集中發展泰澤團體本身，它寧願將那些曾參與泰澤活動的年青人送回他們自己所屬的教堂、教區、團體或社區，試圖與眾多人一起建立「信心在人間之旅(Pilgrimage of Trust on Earth)」。
在全球不同地方，不少接觸過泰澤組織的人組織泛基督教的祈禱，並使用泰澤的歌詠進行，這些祈禱活動十分多樣化，並從恰當的途徑與當地教堂接觸。
泰澤團體的網站中，有關於團體的想法、祈禱、歌曲及有關「信心在人間之旅」的新聞。
現任修會院長為由來自聖公會出身的馬思謙弟兄修士 (Brother Matthew) 擔任。

## 組成

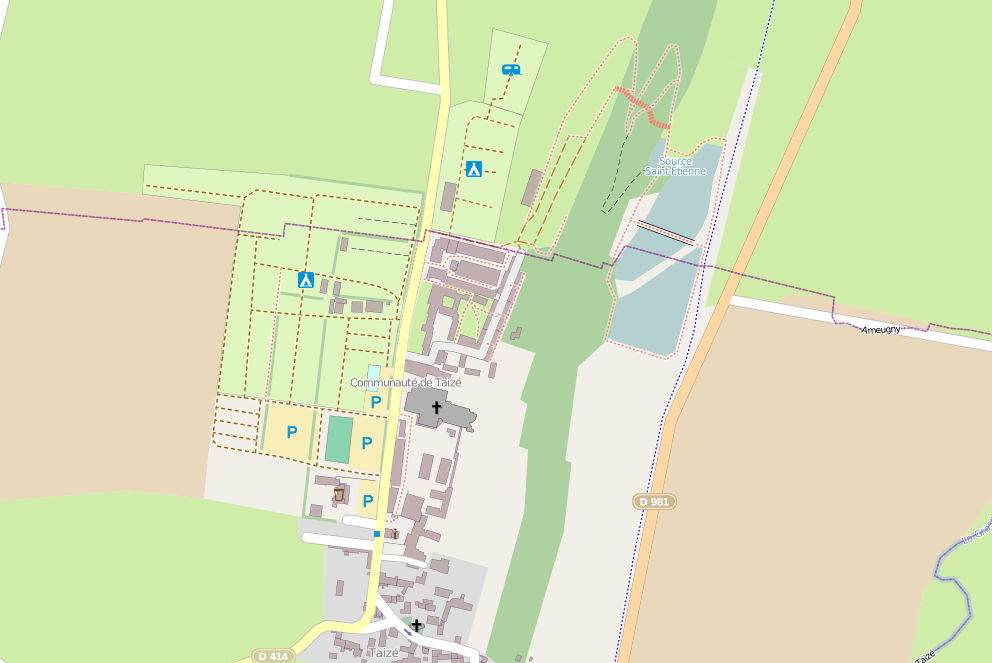
泰澤及營地

泰澤團體可以粗分為四個部分

### 泰澤修士
沿用基督宗教修院傳統建立的新教體系的修會團體，由會長帶領自願宣誓終身加入修會的男性基督徒，是泰澤團體的核心。雖然建立者羅歇弟兄是基督新教歸正宗的信徒，但是加入泰澤修院的其他傳統的修士們並不需改宗新教，依然可以保持原先的傳統。
修會新加入的成員大多是來到泰澤的長住者男性，再經由長時間的觀察及考慮後才宣誓成為修會的一員，加入修會的成員會在左手無名指上配戴一枚指環。

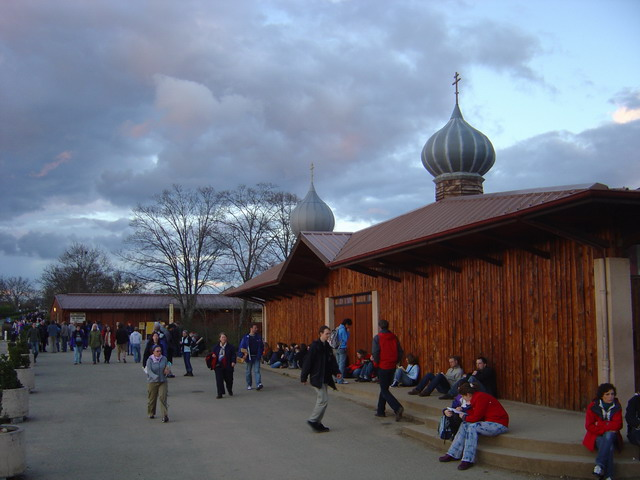
修和堂

### 修女
泰澤修會並無建立以女性修道人員為成員的第二會團體，不過卻有幾個天主教的女修會團體和泰澤修會合作，協助他們照料女性的長住者和青年。以聖安德勒修女會最為代表性，該女修會在羅歇修士的提議下參與泰澤團體並在當地建立一個長期分據點。

### 長住者
簡單來說就是協助泰澤團體運作的志工團體，由會在泰澤團體居住一段時間的青年男女們構成。

### 青年
短期幾日拜訪泰澤的訪客們。

## 聚會
從1950年代末開始，泰澤團體成為基督徒朝聖的一個重要目的地，目前之訪客數量從數百到數千（在夏日假期時）不等，復活節聖週更會有超過5000人到訪。
每週的「洲際青年聚會」對象主要是17至30歲的年輕人，是團體的重要部份。也有接待30歲以上的成人及家庭組別。

## 歐洲新年聚會
泰澤團體亦會舉行新年聚會，通常在一個歐洲大城市進行，從每年的12月28日至翌年1月1日。每年有數萬人參加聚會，他們的行宿會由主辦城市的教區及家庭負責。此聚會吸引一些喜歡深層精神祈禱及默想者。

### 主辦城市名單
1. 1978 -  法國巴黎
2. 1979 -  西班牙巴塞隆那
3. 1980 -  義大利羅馬
4. 1981 -  英國倫敦
5. 1982 -  義大利羅馬
6. 1983 -  法國巴黎
7. 1984 -  德國科倫
8. 1985 -  西班牙巴塞隆那
9. 1986 -  英國倫敦
10. 1987 -  義大利羅馬
11. 1988 -  法國巴黎
12. 1989 -  波蘭弗羅茨瓦夫
13. 1990 -  捷克布拉格
14. 1991 -  匈牙利布達佩斯
15. 1992 -  奧地利維也納
16. 1993 -  德國慕尼黑
17. 1994 -  法國巴黎
18. 1995 -  波蘭弗羅茨瓦夫
19. 1996 -  德國斯圖加特
20. 1997 -  奧地利維也納
21. 1998 -  義大利米蘭
22. 1999 -  波蘭華沙
23. 2000 -  西班牙巴塞隆那
24. 2001 -  匈牙利布達佩斯
25. 2002 -  法國巴黎
26. 2003 -  德國漢堡
27. 2004 -  葡萄牙里斯本
28. 2005 -  義大利米蘭
29. 2006 -  克羅地亞扎格拉布
30. 2007 -  瑞士日內瓦
31. 2008 -  比利时布鲁塞尔
32. 2009 -  波蘭波茲南
33. 2010 -  荷蘭鹿特丹
34. 2011 -  德國柏林
35. 2012 -  義大利羅馬
36. 2013 -  法國史特拉斯堡
37. 2014 -  捷克布拉格
38. 2015 -  西班牙華倫西亞

## 音樂

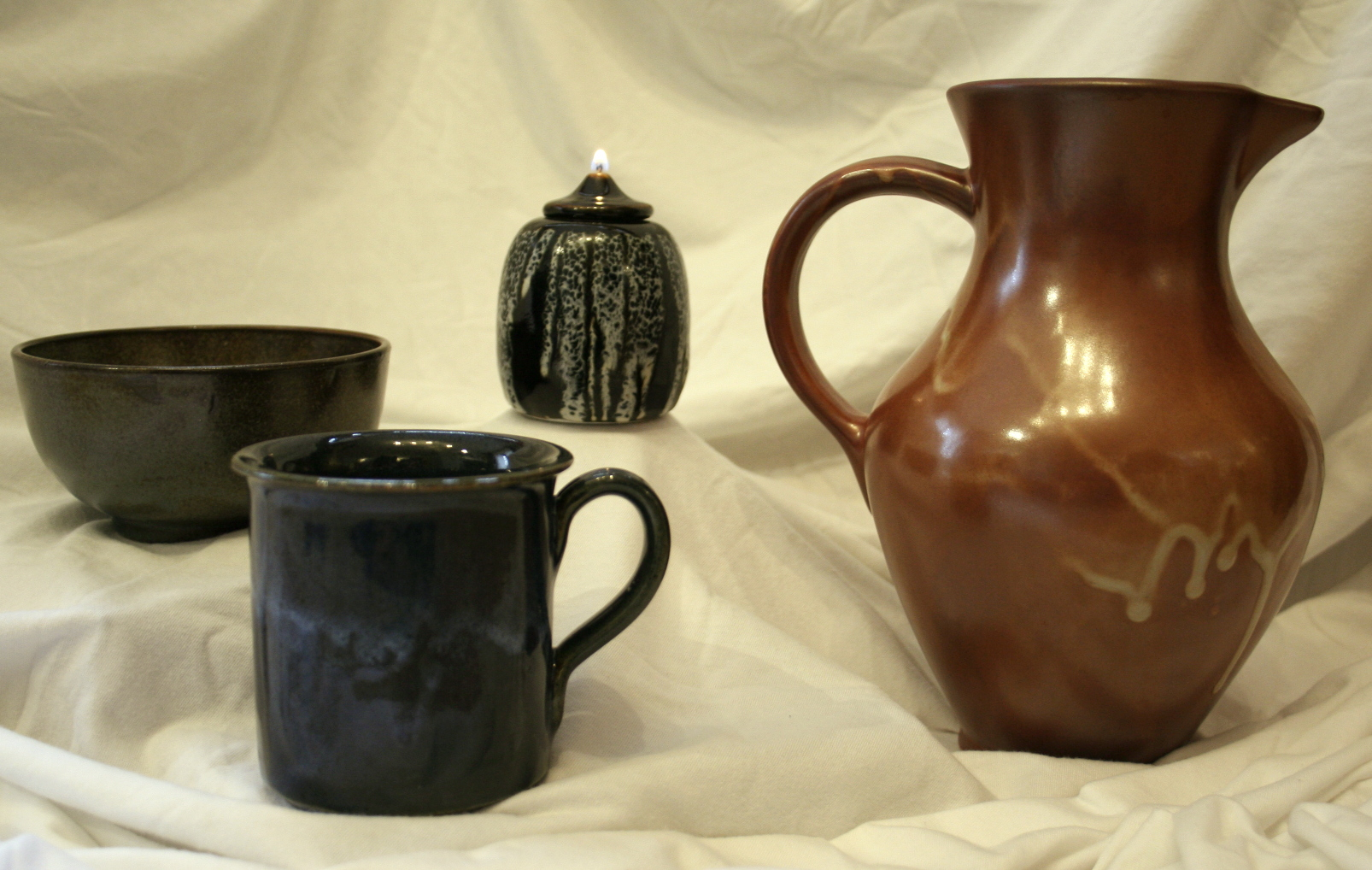
泰澤團體生產的瓷器

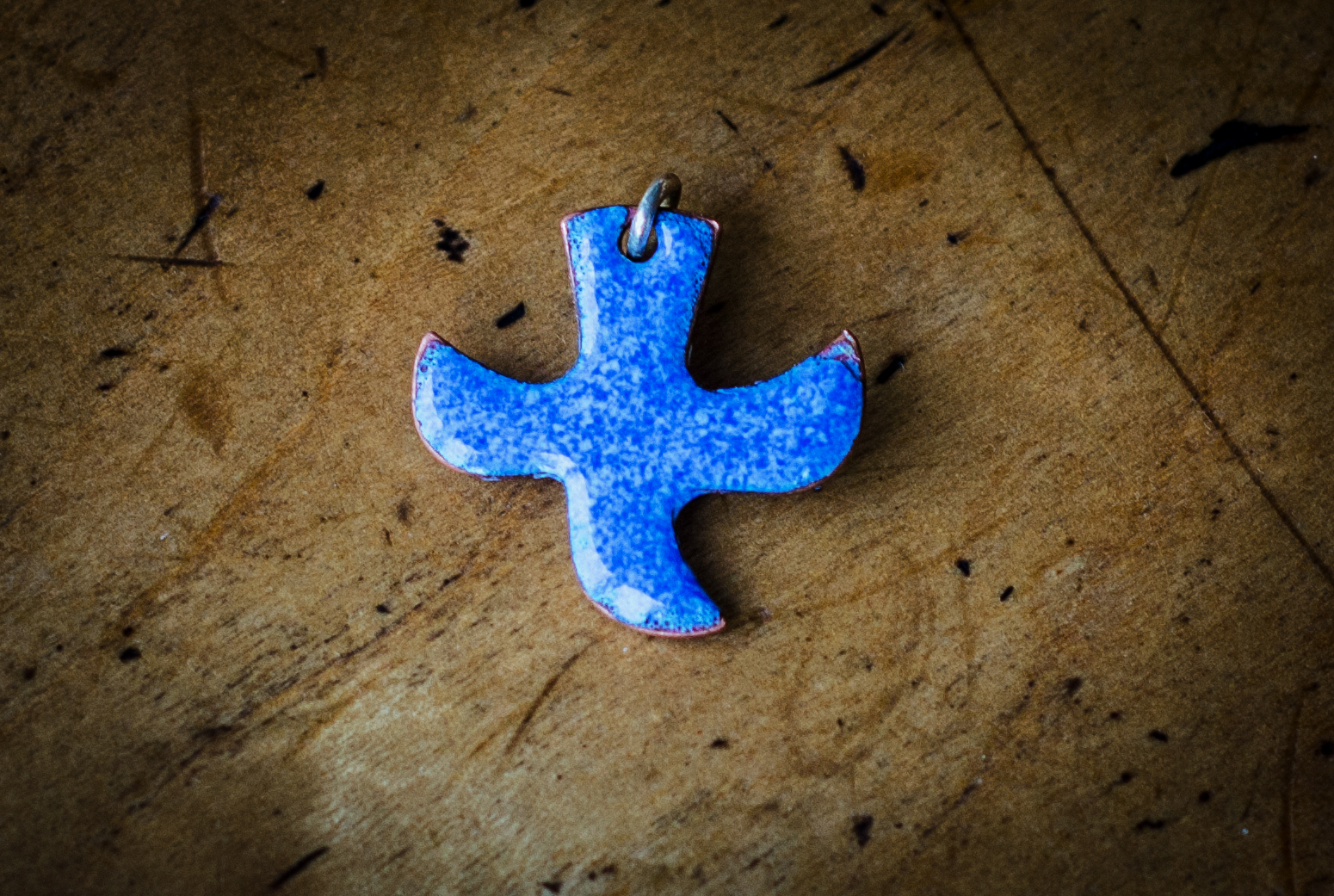
泰澤團體生產的聖靈造型項鍊

泰澤團體產生了一種獨特風格的崇拜音樂，表現出團體好沉思默觀的性質。泰澤音樂強調簡單句子，經常是《希伯来圣经·詩篇》中的句子或其他《聖經》片段，歌唱是重複吟唱，有時更會用卡農表達。此種「重複」是預期去幫助人們默觀及祈禱。大部份泰澤音樂是由Jacques Berthier構想及創作。
泰澤的祈禱音樂亦因此「教派色彩不濃」，透過反覆、混聲詠唱，「令人的心靜定下來，和別人、和天主都逐漸相融更深、更合一」。

## 泰澤與基督徒合一
泰澤團體創立人羅歇修士，倡行普世教會合一運動運動。他所主張的合一，先由教會的共融開始，再推至全人類的修好。他強調「合一」中值得融合的寶貝包括：天主教會聖體與和好聖事之特恩、基督新教對上主聖言的專注、東正教看重的聖神以及教宗在合一上可以有的特殊貢獻。

## 軼事
於1991年，編號100033小行星被美國國家航空暨太空總署命名為泰澤(Taizé)，為對該團體的榮耀。

## 外部連結
- the Taizé Community 泰澤團體 （页面存档备份，存于） (官方網站)
- 泰澤祈禱詳情介紹 （页面存档备份，存于）
- 泰澤團體的圖文 （页面存档备份，存于）
- 有關泰澤音樂的文章及音樂檔下載 （页面存档备份，存于）
- 青年聚會之相集

46°30′49″N 4°40′37″E / 46.51361°N 4.67694°E